# Frederic Edwin Church

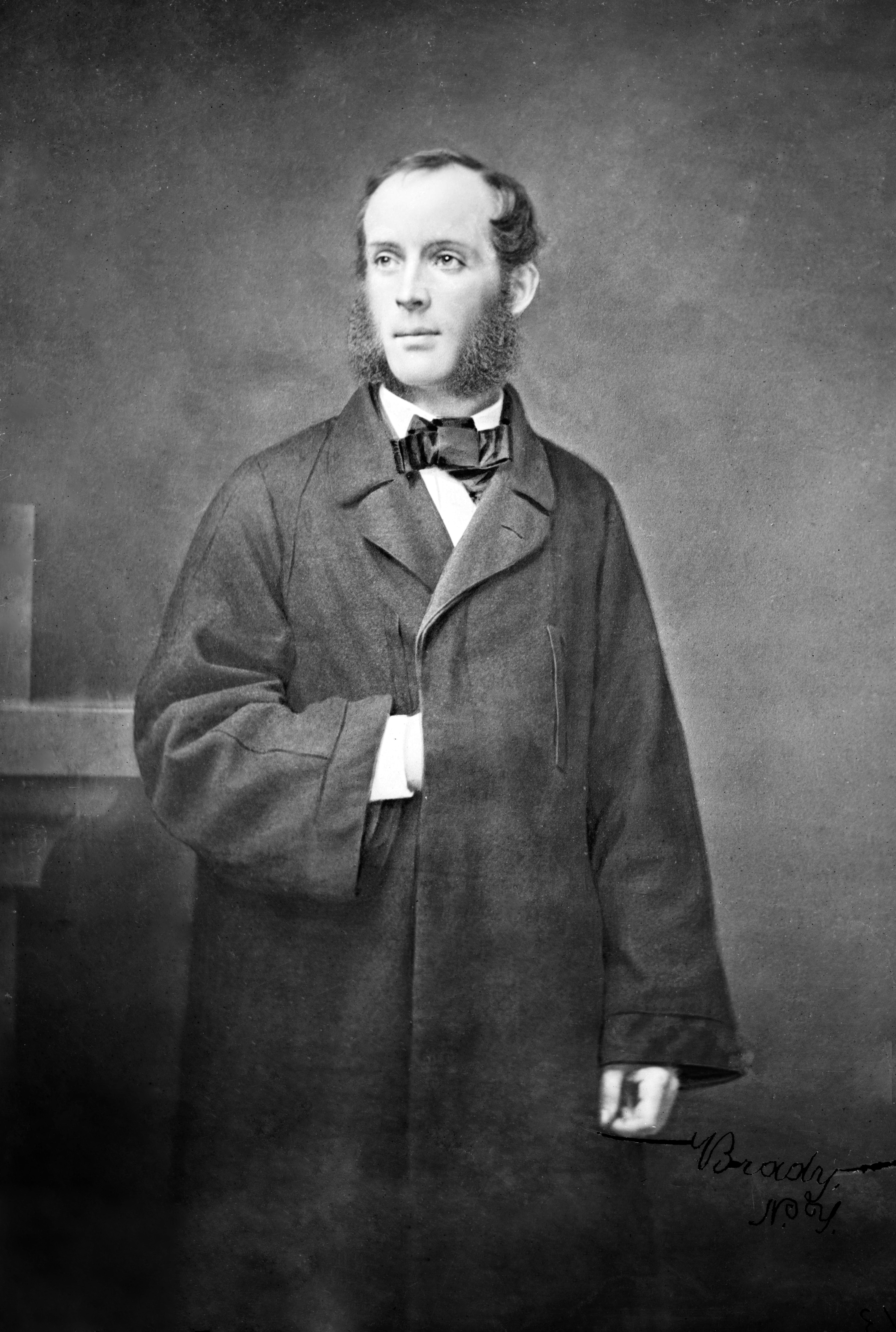
Foto van Church door Mathew Brady uit de jaren 1850 of 60.

Frederic Edwin Church (Hartford, 4 mei 1826 – aldaar, 7 april 1900) was een Amerikaans landschapschilder. Church was een centraal figuur in de romantische Hudson River School en staat bekend om zijn monumentale landschappen waarin hij de detailobservatie van een natuurvorser combineert met de gevoeligheid van een romanticus. Veel van zijn werken zijn erg atmosferisch.

## Biografie
Frederic was de zoon van Eliza en Joseph Church. Joseph Church was een zilversmid en horlogemaker uit Hartford en behoorde tot een welgestelde familie, waardoor Frederic Church zijn artistieke bezigheden al op een vroege leeftijd kon uitoefenen. Op 18-jarige leeftijd werd Church de leerling van kunstschilder Thomas Cole in Catskill (New York). Cole adviseerde de jongeman om "dingen te schilderen zoals je ze ziet". Toen Cole in 1848 stierf, werd Church als zijn artistieke opvolger gezien en in mei 1848 werd Church als jongste lid opgenomen in de National Academy of Design.

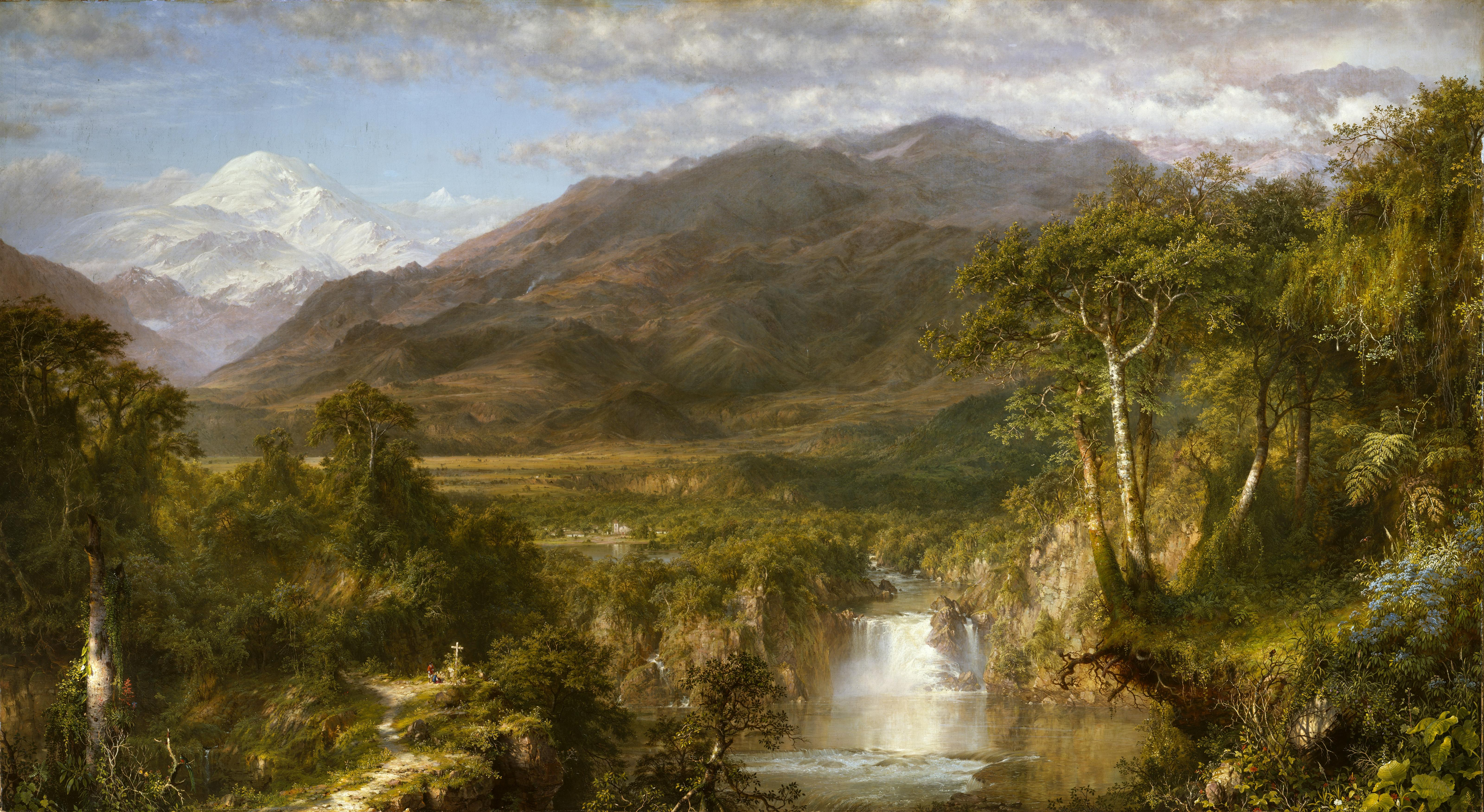
Heart of the Andes (1859), Metropolitan Museum of Art, New York

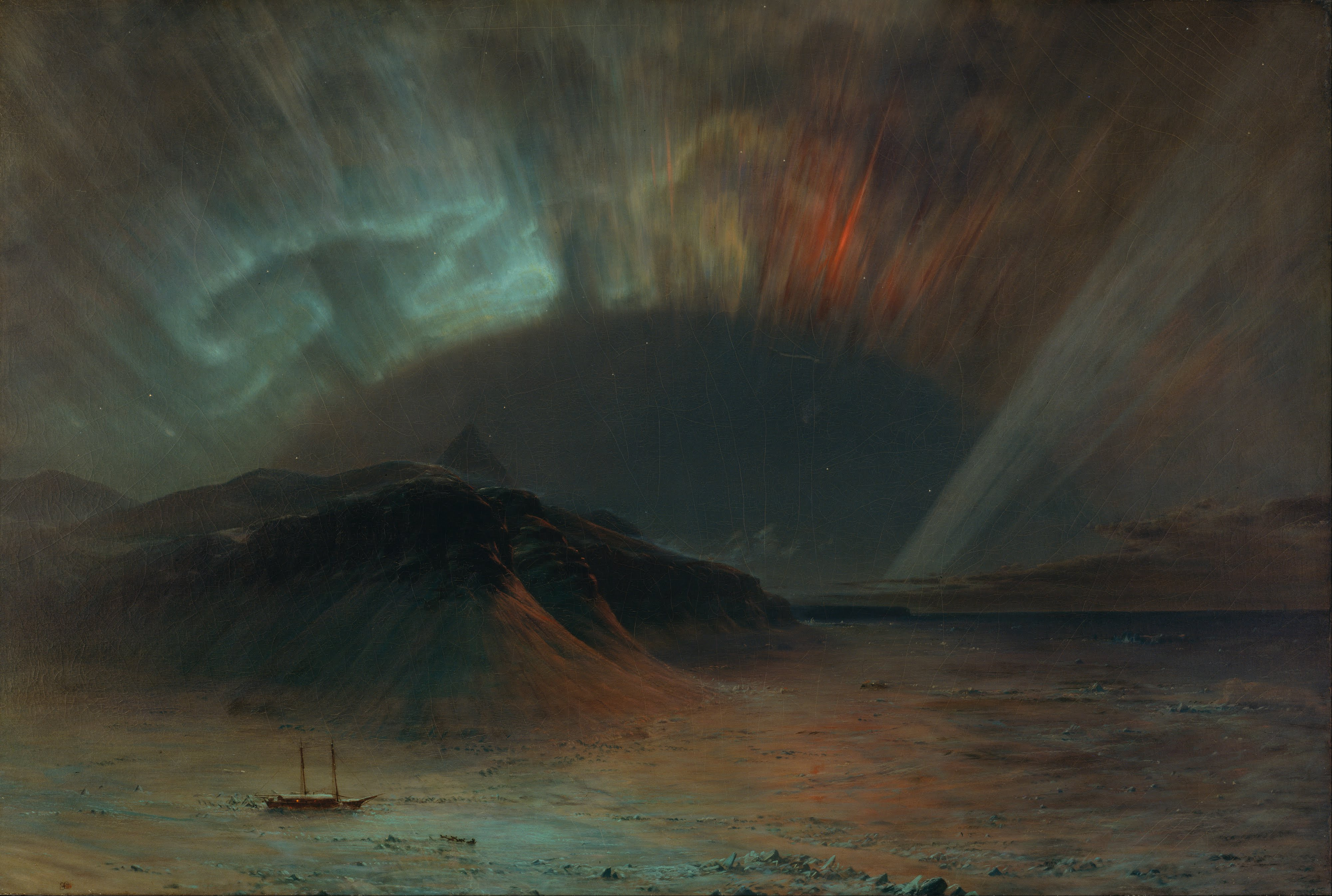
Aurora Borealis (1865), Smithsonian American Art Museum, Washington

Church werd door de schrijfsels van Alexander von Humboldt geïnspireerd om het verder te zoeken dan de Hudson River Valley. Church reisde naar Mount Katahdin in Maine en de Natural Bridge in Virginia. Zijn repertoire van grootse, natuurlijke onderwerpen bracht hem snel succes en zijn schilderij van de Niagarawatervallen werd een van de sensaties van 1857. In de jaren 50 reisde Church twee keer naar Ecuador. Hij maakte er verschillende olieschetsen die hij in zijn studio in New York verwerkte tot het epische Heart of the Andes (1859). Het schilderij ging de wereld rond en het publiek betaalde een toegangskaartje om in een donkere zaal naar dat ene, felverlichte, gigantische doek te komen kijken.
In 1859 bezocht Frederic Church het hoge noorden en in de late jaren 60 reisde hij door Europa en het Midden-Oosten. Naar het einde van het decennium toe geraakte zijn grootse, romantische schilderstijl uit de mode. Bovendien werd Church geveld door de gevolgen van reumatoïde artritis. In 1870 liet hij daarom door Calvert Vaux een woning ontwerpen boven op een klif langs de Hudson. Hij doopte de eclectische villa Olana (thans: Olana State Historic Site) en trok er in 1872 met zijn familie in. Ondanks zijn artritis bleef Church schilderijen maken, in een wat trager tempo en met zijn linkerhand. Op 7 april 1900 overleed hij. Hij ligt begraven op het Spring Grove Cemetery in Hartford.
- Bibsys: 90770912
- Biblioteca Nacional de España: XX5557570
- Bibliothèque nationale de France: cb14587802t (data)
- CiNii: DA06262123
- Stuttgart Database of Scientific Illustrators 1450–1950: 31
- Gemeinsame Normdatei: 119075164
- International Standard Name Identifier: 0000 0001 2129 9599
- Library of Congress Control Number: n81068777
- MusicBrainz: d66adce5-bcbe-4e71-a80b-9521a0755906
- Nationale Bibliotheek van Tsjechië: jo20191037171
- Nationale bibliotheek van Australië: 35028323
- Nationale Bibliotheek van Israël: 987007428928005171
- Nederlandse Thesaurus van Auteursnamen: 107285983
- Réseau des bibliothèques de Suisse occidentale: 02-A003106331
- RKD-Nederlands Instituut voor Kunstgeschiedenis: 16805
- LIBRIS: 392240
- SNAC: w6nk3fgc
- Système universitaire de documentation: 030212065
- Trove: 801693
- Union List of Artist Names: 500115265
- Virtual International Authority File: 42087786
- WorldCat: E39PBJvtdWxpRRx8xvrd4WhbVC